# San Justo (kommun)
San Justo är en kommun i Spanien.   Den ligger i provinsen Provincia de Zamora och regionen Kastilien och Leon, i den nordvästra delen av landet, 300 km nordväst om huvudstaden Madrid. Antalet invånare är 272. Arean är 75 kvadratkilometer.
Terrängen i San Justo är lite bergig.